# Homestead Records
Homestead Records bylo newyorské hudební vydavatelství, které patřilo pod vydavatelství Dutch East India Trading. Bylo založeno roku 1983 a sloužilo hlavně vlně noise rockových kapel. Dlouho tento label vedl Gerard Cosloy. Mezi kapely, které vydávaly alba u Homestead Records patřily např. Dinosaur Jr, Einstürzende Neubauten, Nick Cave and the Bad Seeds či Sonic Youth.